# Claude Piquemal
Claude Piquemal (Siguer, 13 marzo 1939) è un ex velocista francese, campione europeo dei 100 metri piani a Belgrado 1962.

## Palmarès
| Anno | Manifestazione          | Sede              | Evento      | Risultato        | Prestazione | Note |
| ---- | ----------------------- | ----------------- | ----------- | ---------------- | ----------- | ---- |
| 1960 | Giochi olimpici         | Roma              | 100 m piani | Quarti di finale | 10"6        |      |
| 1960 | Giochi olimpici         | Roma              | 4×100 m     | Batteria         | dq          |      |
| 1962 | Europei                 | Belgrado          | 100 m piani | Oro              | 10"4        |      |
| 1963 | Giochi del Mediterraneo | Napoli            | 100 m piani | Oro              | 10"5        |      |
| 1964 | Giochi olimpici         | Tokyo             | 100 m piani | Semifinale       | 10"5        |      |
| 1964 | Giochi olimpici         | Tokyo             | 4×100 m     | Bronzo           | 39"3        |      |
| 1966 | Europei                 | Budapest          | 100 m piani | Bronzo           | 10"5        |      |
| 1966 | Europei                 | Budapest          | 4×100 m     | Oro              | 39"4        |      |
| 1968 | Giochi olimpici         | Città del Messico | 4×100 m     | Bronzo           | 38"4        |      |